# Sikorsky S-70
Produit par la Sikorsky Aircraft Corporation depuis 1974, les S-70A, B, et C sont les versions export des UH-60 Black Hawk et SH-60 Seahawk. Il est produit depuis les années 2010 sous licence par  PZL Mielec en Pologne.

## Versions civiles
L'une des versions civiles spécialisées les plus spectaculaires est le S-70 Firehawk bombardier d'eau. 
Il s'agit d'appareils convertis par United Rotors. En 2021, ceux-ci sont construits en Pologne.
Il largue de l'eau sur les feux de forêt depuis son réservoir ventral de 1 000 gallons (3 785 litres) et effectue des sauvetages par treuillage.
13 sont en service en août 2021 et 5 autres en commande par des services de secours dans l'ouest américain,.

## Pays utilisateurs

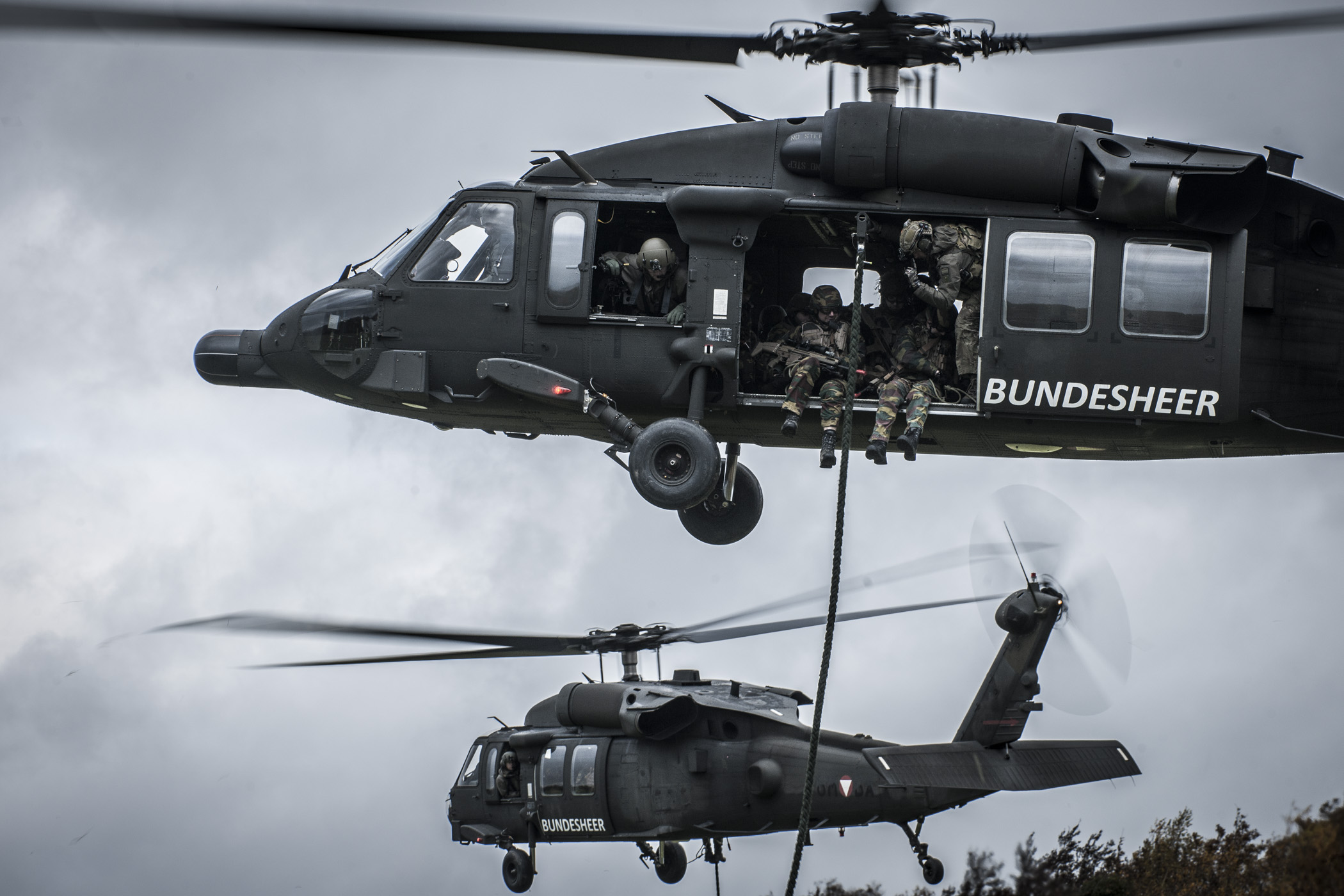
S-70 de la force aérienne autrichienne en 2016.

Outre les versions civiles, les nations ayant acquis des S-70 ou des UH-60 pour leurs armées sont les suivantes : 
- Arabie saoudite,
- Argentine
- Australie (20 retirés en 2021[3])
- Autriche (9 perçus depuis 2002[4] en date de 2018, 3 autres commandés devant être reçus à partir de 2021[5] )
- Bahreïn
- Brunei
- Brésil
- Chine
- Chili
- Colombie
- Corée du Sud
- Égypte
- Israël
- Japon
- Jordanie (36 prévus en octobre 2017[6])
- Malaisie
- Maroc
- Mexique
- Philippines (16 commandés à la Pologne en 2019, premier lot de 6 livrés en novembre 2020, un perdu le 23 juin 2021[7])
- Pologne (4 S-70i Black Hawk pour les forces spéciales construits par PZL Mielec livrés le 20 décembre 2019[8])
- Taïwan
- Thaïlande
- Turquie.

## Armement
Pour la version S-70B/C Seahawk destinée aux forces navales :
- L'hélicoptère est équipé d'un lanceur de bouées acoustiques Sikorsky[9] sur le côté bâbord de la cabine, un récepteur ARR-84, une unité de traitement acoustique UYS-1 et un indicateur de position ARN-146 pour la lutte ASM, ainsi qu'un détecteur d'anomalie magnétique remorqué AN/ASQ-81 Raytheon.

- Le Sikorsky S-70 transporte 2 torpilles MK46 ou MK50 ALT Honeywell.

- Pour la lutte anti-navires, l'hélicoptère peut lancer des missiles AGM-119B Penguin de fabrication norvégienne ou Hellfire. Il est capable d'engager des vedettes rapides ou d'autres types de bâtiments de faible tonnage. L'acquisition des cibles est effectuée au moyen d'une unité d'imagerie thermique AAS-44 et d'un désignateur laser'

- L'équipement de contre-mesures électroniques est constitué d'un système ALQ-142 et d'un brouilleur infrarouge AN/ALQ-144 de fabrication britannique, d'un système d'informations et de guerre électronique Sanders, d'un lance-leurres AN/ALE-47 et de senseurs infrarouges Lockheed Martin.

## Jeux vidéo
Le Sikorsky S-70 joue les premiers rôles dans un jeu pour navigateur, réalisé par la Marine américaine aux fins de recrutement. Le joueur est invité à monter virtuellement aux commandes d'un Sikorsky S-70 et à le piloter pour effectuer une triple mission de sauvetage, de lutte anti-sous-marine et anti-navires.